# زبان گوارانی
زبان گوارانی (avañeʼẽ) از زبان‌های بومی آمریکای جنوبی است که توسط سرخپوستان و مردم مستیزو به ویژه در پاراگوئه و مناطق همجوار آن تکلم می‌شود. زبان گوارانی یکی از زبان‌های رسمی کشور پاراگوئه می‌باشد.
مهمترین نکته قابل بیان دربارهٔ زبان گوارانی این است که این زبان تنها زبان بومی قاره آمریکا است که توسط غیر سرخپوستان و اروپاییان مهاجر نیز به عنوان زبان مادری تکلم می‌شود. با توجه به رواج پدیده تغییر زبانی در قاره آمریکا در امتداد کشف آن توسط اروپاییان، بیشتر زبان‌های سرخپوستان به سرعت به نفع اسپانیایی، انگلیسی و پرتغالی عقب‌نشینی کردند و به گروه‌های اقلیت در مناطق عمدتاً روستایی محدود شدند. با این‌حال گوارانی نه تنها در میان مردم بومی پاراگوئه باقی‌ماند بلکه بسیاری از اروپاییان مهاجر به پاراگوئه گوارانی‌زبان شدند و امروزه اکثریت قاطع مردم پاراگوئه را گوارانی زبانان تشکیل می‌دهند. زبان اسپانیایی نیز در کنار گوارانی جزو زبان‌های رسمی کشور پاراگوئه است.

## واج‌شناسی
هجاهای گوارانی از یک همخوان به همراه یک واکه یا یک واکه تنها ساخته می‌شوند. در این زبان هرگز هجاها با همخوان پایان نمی‌یابند.

### واکه‌ها
واکه‌های گوارانی عبارتند از: /a/, /e/, /i/, /o/, /u/؛ گرچه گاه واج‌گونه‌های [ɛ], [ɔ] نیز استفاده می‌شوند. نویسه ⟨y⟩ همانند لهستانی واکه ɨ را نشان می‌دهد.
|       | جلویی | مرکزی | پشتی |
| ----- | ----- | ----- | ---- |
| بسته  | i, ĩ  | ɨ, ɨ̃  | u, ũ |
| میانه | e, ẽ  |       | o, õ |
| باز   |       | a, ã  |      |

### همخوان‌ها
همخوان‌های گوارانی عبارتند از:
| —       | —      | لبی         | لثوی        | لثوی‌کامی   | نرم‌کامی         | لبی‌شده            | چاکنایی   |
| ------- | ------ | ----------- | ----------- | ---------- | --------------- | ----------------- | --------- |
| انسدادی | بی‌واک  | p           | t           |            | k               | kʷ ⟨ku⟩           | ʔ ⟨'⟩     |
| انسدادی | واک‌دار | ᵐb~m ⟨mb~m⟩ | ⁿd~n ⟨nd~n⟩ | ᵈj~ɲ ⟨j~ñ⟩ | ᵑɡ~ŋ ⟨ng⟩       | ᵑɡʷ~ŋʷ ⟨ngu⟩      |           |
| سایشی   | سایشی  |             | s           | ɕ ⟨ch⟩     | x ~ h ⟨h⟩       | x ~ h ⟨h⟩         | x ~ h ⟨h⟩ |
| ناسوده  | ناسوده | ʋ ⟨v⟩       |             |            | ɰ ~ ɰ̃ ⟨g⟩ ~ ⟨g̃⟩ | w ~ w̃ ⟨gu⟩ ~ ⟨g̃u⟩ |           |
| زنشی    | زنشی   |             | ɾ ⟨r⟩       |            |                 |                   |           |

## سامانه نوشتاری

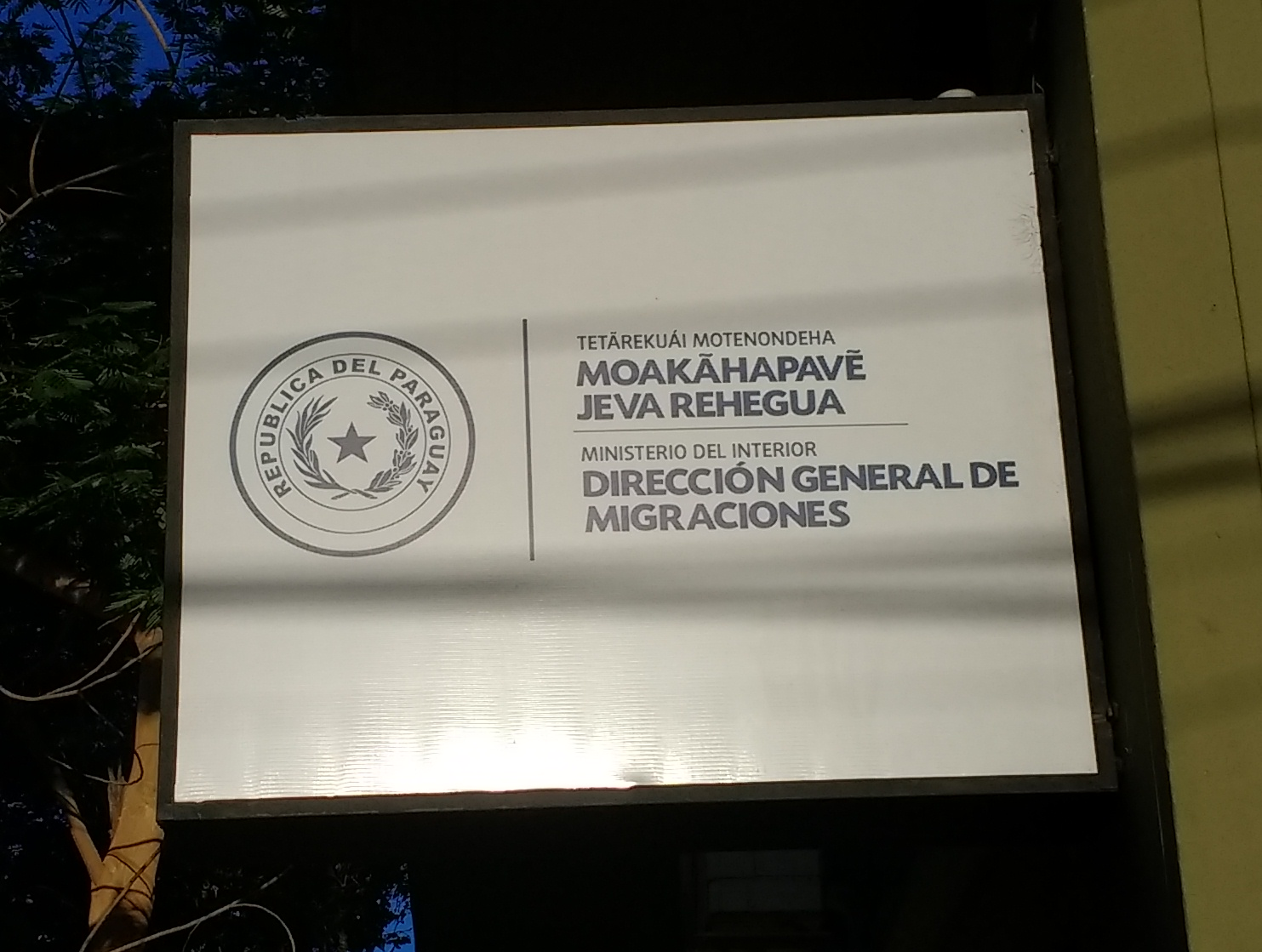
یک تابلوی دولتی دوزبانه در آسونسیون پاراگوئه

الفبای گوارانی برگرفته از خط لاتین است و برای نخستین بار با تلاش‌های مبلغین مذهبی اسپانیایی ایجاد شد. الفبای کنونی از سی و سه حرف تشکیل شده‌است:
A, Ã, CH, E, Ẽ , G, G̃ , H, I, Ĩ, J, K, L, M, MB , N, ND, NG, NT, Ñ, O, Õ, P, R, RR, S, T, U, Ũ, V, Y, Ỹ, '.

## متن نمونه
ماده یک اعلامیه جهانی حقوق بشر به گوارانی:
Mayma yvypóra ou ko yvy ári iñapytyʼyre ha eteĩcha tekoruvicharenda ha akatúape jeguerekópe; ha ikatu rupi oikuaa añetéva ha añeteʼyva, iporãva ha ivaíva, tekotevẽ pehenguéicha oiko oñondivekuéra.
همه انسان‌ها آزاد زاده شده و در حرمت و حقوق با هم برابرند. عقلانیت و وجدان به آن‌ها ارزانی شده و لازم است تا با یکدیگر عادلانه و برادرانه رفتار کنند.